# Тикки Шельен
Тикки Шельен (настоящее имя — Марина Богданова; род. 19 февраля 1972, Ленинград) — российская и болгарская музыкантка, поэтесса, писательница и общественная деятельница. Наибольшую известность получила как лидер и вокалистка группы Башня Rowan, а также автор сольных музыкальных и литературных проектов.

## Биография

### Ранние годы и образование
Марина Богданова родилась 19 февраля 1972 года в Ленинграде (ныне Санкт-Петербург). С детства увлекалась музыкой и литературой. Окончила музыкальную школу, затем музыкально-педагогический колледж и факультет музыки, театра и хореографии РГПУ имени А. И. Герцена.  
Во время учёбы занималась модельной деятельностью, снималась в кино и начала сольную карьеру как певица. В этот же период активно участвовала в музыкальных коллективах, экспериментируя с различными стилями.  

### Музыкальная карьера
В середине 1990-х годов стала одной из основательниц фолк-рок группы Welladay, позже участвовала в этно-фьюжн проекте Mama Nature.  
Наибольшую известность получила как лидер группы Башня Rowan (1995—2010). Музыка коллектива сочетала элементы рока, джаза, фолка и авторской песни. Стиль группы Тикки описывала как «арт-н-рок-н-фолк-н-ролл-н-фьюжн». В репертуаре были как лирические баллады, так и динамичные композиции.  
Группа активно выступала на ролевых фестивалях, таких как Зиланткон, а также на крупных музыкальных мероприятиях России и стран СНГ. В 2010 году коллектив прекратил существование, но Тикки продолжила сольную карьеру.  
В её дискографии — несколько сольных альбомов, включая:  
- «Спящая в облаке»
- «На семь ладоней в небо»
- «Точка невозврата»

### Литературная деятельность
Тикки Шельен — автор нескольких книг, включая фантастические и фэнтези-романы, а также поэтические сборники. Её работы публиковались в российских и зарубежных изданиях, а также в сетевых литературных проектах.  

### Эмиграция и общественная деятельность
В 2016 году переехала в Болгарию, поселившись в Варне. С февраля 2022 года активно помогает украинским беженцам, участвует в гуманитарных инициативах, издаёт антивоенные сборники стихов российских поэтов.  

## Дискография
- Спящая в облаке
- На семь ладоней в небо
- Точка невозврата